# Islote de Sancti Petri
Islote de Sancti Petri är en ö i Spanien.   Den ligger i provinsen Provincia de Cádiz och regionen Andalusien, i den södra delen av landet, 500 km söder om huvudstaden Madrid.